# Vauxhall Bridge

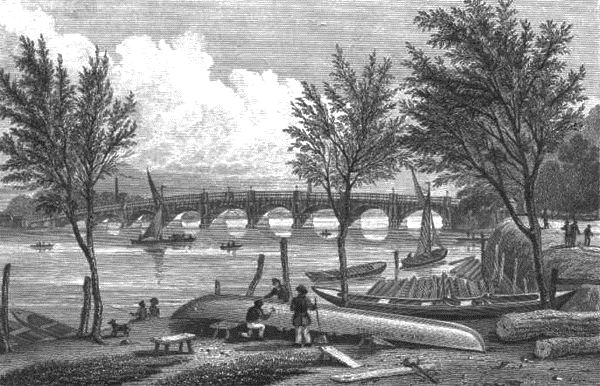
Le vieux pont de Vauxhall en 1829.

Vauxhall Bridge est un pont de la ville de Londres traversant la Tamise. Le pont se situe dans le centre de la ville et relie les quartiers de Westminster et Pimlico sur la rive nord à celui de Vauxhall sur la rive sud. Il se situe entre Grosvenor Bridge à l'ouest et Lambeth Bridge à l'est.
Il est le deuxième pont sur le site, remplaçant un pont plus vieux.
Le vieux pont de Vauxhall fut le premier pont en fonte franchissant la  Tamise. Le projet d'origine, dû à Bentham, prévoyait un pont à neuf arches entièrement en métal ; par doute sur la qualité du matériau, les autorités ont tranché pour un arc en fonte sur piles en maçonnerie, projet dû à James Walker. Le pont fut inauguré en mai 1813, et devint libre de péages en 1877.
Vers la fin du XIXe siècle, le vieux pont devint plus fragile et, en 1889, London County Council reçut permission par le gouvernement pour remplacer le pont. En 1898, le pont originel fut démoli et la construction du nouveau pont de Vauxhall commença, avec la provision d'une passerelle temporaire pour les piétons durant la construction.
Cinq ans plus tard qu'anticipé, le pont actuel fut ouvert par le Prince de Galles (le futur roi George V) le 26 mai 1906. En addition d'être un pont routier et piétonnier, le pont était emprunté par un tramway, le premier tel pont en Londres. Le tramway ferma en 1952 et les voies furent couvrées.

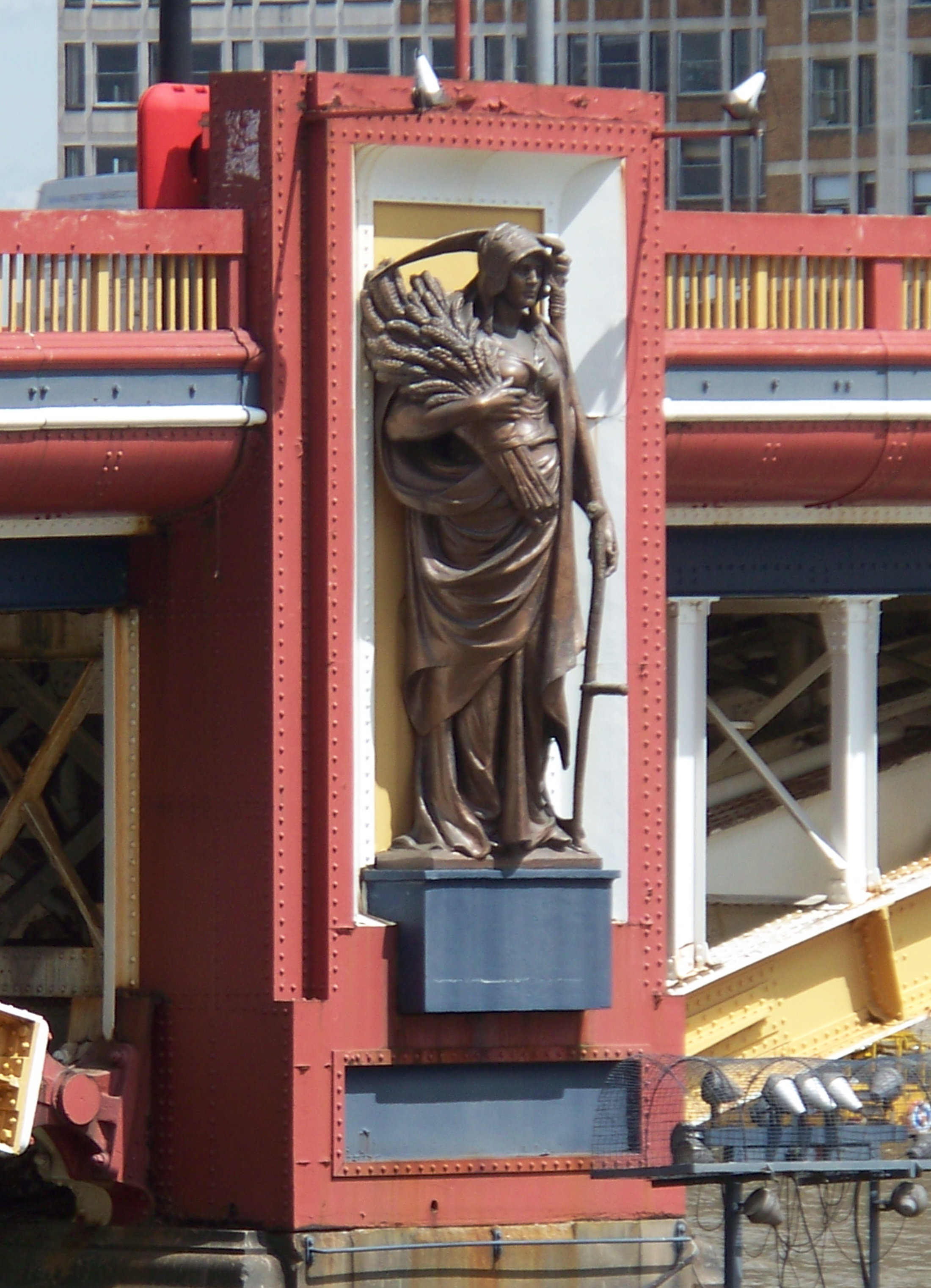
La statue par Pomeroy représentant l'Agriculture sur Vauxhall Bridge.

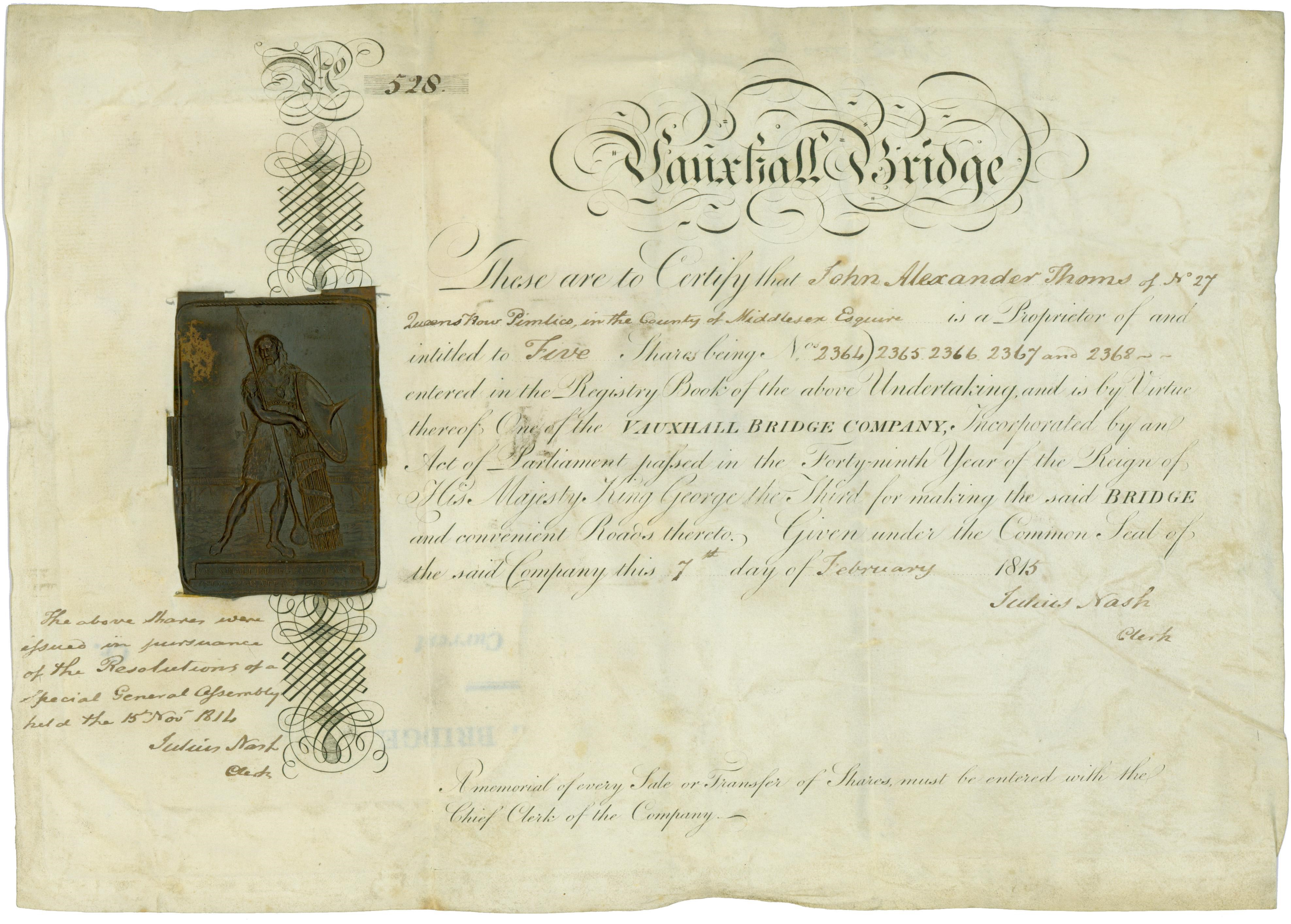
Action de la Vauxhall Bridge Company en date du 7 fevrier 1815

Le pont est unique en Londres en ayant les statues sur ses faces, qui se trouvent sur les culées. Sculptées par Frederick Pomeroy et Alfred Drury, il y a huit statues, toutes de femmes, en tout. Elles représentent : 
En aval : L'Agriculture, L'Architecture, La Science de l'Ingénieur et La Poterie (par Drury). Respectivement elles tiennent : une gerbe de blé et une faux ; un compas et une petite modèle de la Cathédrale Saint-Paul ; un marteau et un moteur avec une roue ; et un vase.
En amont : La Science, Les Arts, Le Gouvernement Local et L'Éducation (par Pomeroy).
Respectivement elles tiennent : un globe céleste ; une autre sculpture et une palette de peinture ; un livre ; et un bébé et un garçon avec un livre.